# 4 PLUGS
『4 PLUGS』（フォー・プラグス）は、日本のロックバンドであるTHE MAD CAPSULE MARKET'Sの6枚目のオリジナル・アルバム。
1996年1月24日にビクターエンタテインメントのInvitationレーベルからリリースされた。前作『PARK』（1994年）よりおよそ1年2か月振りにリリースされた作品であり、作詞および作曲はKYONOとTAKESHI "￥" UEDA（上田剛士）、ISHIG∀KIが担当、また一部の英語詞に関してはアメリカ合衆国の音楽プロデューサーであるジョージ・カックルが作詞を担当しており、プロデュースはTHE MAD CAPSULE MARKET'S名義となっている。
本作のレコーディングは日本国内で行われたが、ミックス・ダウンはアメリカ合衆国のサンフランシスコで行われた。前作において様々な音楽性を幅広く提示したことを受けて再度自らが求める音を上田が追求した結果、過去数作において見られたメンバーによる共作はなくなり本作では上田が単独で制作した楽曲が多く収録されることになった。メンバーは本作の音楽性について、改めてバンドの立ち位置を認識出来た内容であると述べている。本作には後にL'Arc〜en〜Cielに参加することになるYUKIHIROがプログラミング担当として参加している他、ギター担当のISHIG∀KIは次作となったセルフカバー・アルバム『THE MAD CAPSULE MARKET'S』（1996年）リリース後に脱退したためオリジナル・アルバムとしては本作が最後の参加となった。
本作はオリコンアルバムチャートにおいて最高位第10位となり、同バンドとしては初のトップ10入りした作品となった。本作からは先行シングルとして「神歌」がシングルカットされた他、テレビ朝日系バラエティ番組『Q99II』（1997年）のオープニングテーマとして使用された「WALK! (JAPAN MIX)」がリカットされたが、本作収録バージョンは全英語詞であったもののシングル・バージョンでは日本語詞に変更された。

## 背景
前作『PARK』（1994年）リリースしたTHE MAD CAPSULE MARKET'Sは、同作を受けたコンサートツアー「HIGH-INDIVIDUAL-SIDE」を同年10月29日の日比谷野外音楽堂公演を皮切りに、1995年2月4日の新宿ロフト公演まで8都市全12公演を行い、3月24日には2本目となるミュージック・ビデオ集『VIDEO』をリリースする。4月9日にはクラブチッタ川崎にて行われたイベントライブに参加した。
その後音楽プロデューサーであるジョージ・カックルの薦めにより、9月には『PARK』がアメリカ合衆国でインディーズレーベルからリリースされた。またそれに伴い本作のミックス作業を海外で行う事になり、さらに初の海外公演となるサンフランシスコでのライブが実現する。現地での聴衆の反応は悪くなかったもののメンバーは特に手応えは感じていなかったが、これをきっかけとして海外での活動に対する意欲が湧いてきたという。
上田剛士は当時のことを「『PARK』を作って自分で納得いかなかった時に、初めて今自分が一番やりたいことは何なのかっていうのを考え出して。『PARK』を作って初めて見えてきたものがすごいたくさんあって、それがカタチになってきてるのが『4 PLUGS』に入っている曲であったり。で、『4 PLUGS』の曲が生まれていくにしたがって、ライブをすごいやりたいと思うようになって。それまでは決してライブ・バンドとは言えないような少ない本数しかやってなかったんだけど」とライブ活動に対して意欲的になっていった経過を述べている。
また海外での活動に関しても積極的になっており、上田は「日本以外の場所でもやっていきたいって気持ちがすごい出てきた。やっぱ自分の好きな、影響受けてるアーティストは海外にいるから、そこで自分たちの音楽をやってどうなのかを知りたいっていうか。逆にそこで自分がやらない限り自分がやる音楽をリアルに感じない、そこに出ていかないと自分の中では嘘っぽくなる気がした。（中略）だからレコーディングを海外でして、とりあえずそこでライブやってみようっていう、そこからまずぶつけてみた感じ」と述べている。

## 録音、制作
レコーディングは日本国内で行われ、ミックス・ダウンはアメリカ合衆国のサンフランシスコで行われた。本作の曲作りは1995年1月以降に行われ、KYONOによれば前作において一区切りついた部分があったため「一から、またやろうか」という感覚をメンバー間で持っていたことから膨大な時間を要することになり、それについてKYONOは「無になるまでがスゴく時間がかかったね。今まで作ってきた曲をすべて忘れるぐらいの感覚になるまでがさ」と述べている。曲作りのための合宿は3月から行われ、KYONOは知人が所有する湘南の家を借りて2か月間に亘って単独で曲作りを行ったものの芳しくなく、最終的にメンバーが集まった際にそれぞれが制作した楽曲を聴いて次の方向性が見えてきたと述べている。本作のために制作された楽曲は20から30曲程度あり、6月中旬から選曲やアレンジ作業が行われ始めた。
レコーディングは8月に伊豆のサウンドスカイ川奈スタジオにて、すべてのリズム録りおよび可能な限りのギター録りが行われた。残りのギター録りや歌入れは8月下旬から9月中旬にかけて東京のビクター青山スタジオにて行われ、ミックス・ダウンはサンフランシスコにて行われた。本作では前作以上に音に対するこだわりが強かったとKYONOは述べており、スネアドラムだけでも数種類の中から選定しチューニングなども細かく調整しているという。本作では全英語詞の楽曲もあり、KYONOはコーディネーターとしてもサンフランシスコに同行していたカックルと話し合いを行いながら進めたために時間を要したと述べている。英語詞の楽曲が増加したことについてKYONOは、「英語の歌詞を書きたいなって思って作る曲と、出来た曲にはたまたま英語の歌詞が合うっていう2パターンがある」と例示した上で今回は後者であったと述べている。
サンフランシスコでミックス・ダウンを行った理由として、KYONOは「エンジニアを変えることで、オレが思っている以上に新鮮なものが出来るんじゃないか」との考えからであると述べ、本作では4枚目のアルバム『MIX-ISM』（1994年）を担当したギャリー・スタウトがミックス・ダウンを担当することになった。KYONOは本作収録曲の中で最も新鮮であった楽曲は「DON'T SUSS ME OUT」であったと述べ、それぞれ異なる場所に居ながらも上田と気分的に合っている部分があったのではないかと推測している。ISHIG∀KIは本作においてギターダビングを行わずに単独のコードのみでどこまで演奏できるのかを試しており、このことについて「今回はアルバムをレコーディングするというより、新曲で固めたひとつのライヴだと思ってやっていたから。ライヴのときと同じでギターがオレひとりで、できる範囲でどうやるかっていう考え方で」と述べている。ISHIG∀KIは前作においてはギターよりもアンプ側で音を制作していたが、本作ではブリッジやペグなどギター側で調整して音作りを行ったと述べている。MOTOKATSUは前作のレコーディングでは曲ごとに録音ブースやドラムセットを変更していたが、本作のレコーディングではドラムセットは基本となる1セットのみで、スネアドラムやタムを変更する程度であったと述べ、録音ブースも全曲同じ場所であったと述べている。本作ではデッドな音にするという方向性があり、さらに生音に拘った結果エフェクターによる加工も行わずストレートな音になっているとMOTOKATSUは述べている。

## 音楽性と歌詞
1曲目「POSSESS IN LOOP」の歌詞中にある「M.A.D.も繰り返している」のように、バンド自身のことを表現した楽曲が多数収録されていることについてKYONOは「自分たちのことを歌うことによって、また自分が刺激されるっていうことがあるね」と述べている。「DON'T SUSS ME OUT」についてKYONOは最初に「Tricky」という言葉が構想にあり、カックルに意味を確認したところ思っていた通りの言葉であったことを受けて、KYONOが元となる日本語詞を書いてその後カックルが英語に翻訳したものが本作に収録された。またその歌詞を受けてレコーディングを進める中で、言葉の響きに合わせて10回程度アレンジを変更したとKYONOは述べている。KYONOは1作目から前作まではすべて流れで聴いて欲しい作品であったと述べた上で、本作は1枚だけでTHE MAD CAPSULE MARKET'Sというバンドの音楽性を示した作品になったと述べている。ISHIG∀KIは本作においては無駄を排除し極力シンプルな形にすることを望んでおり、その理由について前作が完成したことで本作においてはシンプルにするという方向性が確定したと述べた上で、「統一感があって、“ザ・マッド・カプセル・マーケッツはこういうバンドです”と、スゴくわかりやすい形で提示できたと思うし。そのわかりやすさっていうのを出そうとしていたかもしれない」と述べている。MOTOKATSUは前作において曲ごとに音を変更していたが、本作では音に統一感を持たせることを目指していたと述べている。また過去作においてはアルバムのための楽曲制作を行っていたが、本作ではライブを意識した楽曲制作が行われたと述べている。MOTOKATSUは本作について1枚目のアルバム『HUMANITY』（1990年）を制作する前の状態に心理的に近いものであったと述べた他、後年のインタビューにおいて「やっぱりすごいポイントになってるアルバムだよね。それまでになかった曲というか、『これは来たぞ!』っていう感じはあった」と述べている。
上田は最初に「CRACK」のアイデアが浮かび、ほぼ同時に「POSSESS IN LOOP」のアイデアが浮かんだことで当時の時点におけるTHE MAD CAPSULE MARKET'Sのサウンドの方向性が見えてきたと述べている。本作には全英語詞の楽曲が4曲収録されているが、「CRACK」および「PGM ON」は最初に上田がラフな日本語で作詞を行い、後にそれをカックルの助言を得て英語に翻訳したと述べている。上田は最初に歌詞のテーマを決定した上で作詞を行う方法を用いており、英語に翻訳する際に自身では判断出来ない部分のみカックルに助言を求めたと述べている。また、歌詞を日本語もしくは英語にするかの判断は最初に直感で決定しており、英語で作詞する理由について上田は表現の幅が広がることを挙げ、インタビュアーから前作で日本語での表現方法の可能性が示せたのではと問われたことについて、自分らのなかで、日本語で表現するっていうことに関しては、自信っていうか、ひとつのものができたっていうのがあった。他にもやってみたいことがあるからね」と述べている。前作ではメンバー同士の共作による楽曲が多数収録されていたが、本作では上田の求める音楽の方向性が明確に存在したため共作は行われず、KYONOおよびISHIG∀KIの制作曲が減少する結果になったと上田は述べている。過去2、3作において「みんなで作ろう」という傾向が強く表れていたものの、共作に関しては『PARK』で一区切りついたという感覚があったとも上田は述べている。上田は前作の完成によってバンドとしての完成度に不満足となる部分が改めて見えたと打ち明け、「いままで川が流れるように流れてきて、だんだん流れが見えなくなってきた自分っていうのがあって。それが今回ちょっと見えて、区切りをつけて変えられたっていう感じ」と述べている。後年のインタビューにおいて上田は「『こういうものを作ろう』ってイメージが最初にあって作り始めるわけじゃなくて、今自分がやりたいものは何か、聴きたい音はどんな音かっていうのでギター持って弾き出す感じだから。このアルバムって俺の中では、1回広がり切ってぽーんとなった時に残ったものって感じなんだよね。それは要するに自分がほんとにやりたいもの。ここにも振り幅はあるんだけど、それは納得できてる幅で。これが今自分がやりたいものだって言い切れるものだった」と述べた他、自身の望む音楽の中にヒップホップ・ミュージックやインダストリアル・ロックなど様々な要素を導入することを念頭にしており、「それと同時にノリというかグルーヴをすごく意識して。1日1回グルーヴって言ってる、みたいな（笑）。でも本当に1回は言ってた」と述べている。

## 楽曲
1. 「POSSESS IN LOOP」
KYONOは本曲について本作を代表する斬新な楽曲であると述べ、自身が吸収してきた洋楽や邦楽の要素が表現されている「オリジナリティあふれる曲」であり、「オレたちはここから始まる」という楽曲であるとも述べている[13]。ISHIG∀KIは「8ビートでも16に聴こえるような裏のノリも重視してるね。この曲は間がいっぱいあることで、スゴく緊張感があると思う」と述べている[13]。CRA￥は「ヘヴィでハネる感じの曲だけど、オレらのなかではちょっと新しめだなって感じの曲」と述べ、1曲目に収録されていることもあり本作を代表する楽曲であると述べている[13]。MOTOKATSUはライブの1曲目に相応しい楽曲であると指摘、「ブレイクとかも多いからドラムは間を大事にしてた。あまりよけいなこともせずにリズムをちゃんと聴かせようとした」と述べている。本曲は後にセルフカバー・アルバム『THE MAD CAPSULE MARKET'S』（1996年）に「POSSESS IN LOOP!!!!!!!!!! 」のタイトルで再録音バージョンが収録された他、ベスト・アルバム『1990-1996』（2004年）にも収録されている。
2. 「CRACK」
KYONOは本作の中で最も好きな楽曲であると表明し、「オレのなかでは、いちばん衝撃がデカかった」と述べている[13]。ISHIG∀KIによればデモテープの段階ではギターは白玉（全音符）だけで弾いた状態であったが、「ギャーという感じにしたい」という要望を受けて「それを踏まえつつ自分なりに原曲より表情をつけて弾いてみた。けっこう試行錯誤したかな」と述べている[13]。CRA￥は当初から英語詞にする予定であり、自身の作詞によって考えたままの歌詞が制作出来たと述べている[13]。MOTOKATSUによれば当初は間奏がなく短い楽曲であったが、物足りなさから間奏が追加されたという[13]。
3. 「神KAMI-UTA歌」 - KAMI-UTA
先行シングル。シングルでは「神歌」または「神歌 KAMI-UTA」表記であったが本作収録以降は「神KAMI-UTA歌」表記が基本的に使用される。詳細は「神歌」の項を参照。
4. 「RUST OFF SYSTEM」
ISHIG∀KIによれば本曲はデモ段階のものと内容に変化はなく、途中の長いブレイク箇所では「ジュースを飲んで、メンバーで目を合わせて、また演奏が始まるって感じ」でレコーディングを行ったと述べている[13]。CRA￥は「ワリと遊びで、自分たちでおもしろがって出来た曲。単純にオレが、曲作りの合間に、気分を変えるための曲みたいな感じで」と述べている[13]。MOTOKATSUは「ドラムもけっこう遊び心たっぷり。原曲よりもブレイクをさらに増やして、もうちょっとおもしろくした」と述べている[13]。
5. 「WALK!」
全英語詞。後に「WALK!-JAPAN MIX-」のタイトルでリカットされたが、サビ以外が全て日本語に置き換えられている。後にセルフカバー・アルバム『THE MAD CAPSULE MARKET'S』にエイドリアン・シャーウッドによるインストゥルメンタル・リミックスが収録された。詳細は「WALK!」の項を参照。
6. 「ノーマルライフ」 - NORMAL LIFE
本曲についてKYONOは「CAR￥らしい曲だなって、すごく思う」と指摘、お互いの私生活は知らずとも共感できる部分があると述べている[13]。ISHIG∀KIは「歌を大切にしながらギターを弾いていった。悪い意味じゃなく、まだ可能性をいっぱい残しつつ、グレードの高い未完成ナンバーだと思う」と述べている[14]。CRA￥によれば「チャレンジした部分が多い曲」であり、曲自体は簡単に制作出来るものの納得できる完成度にするのが困難であると述べた上で、「雰囲気を出したうえで、自分らっていうものを出すっていうバランスがムズカしいんだ」と述べている[15]。MOTOKATSUは「他の曲はドライなんだけど、ちょっとオフ・マイクを多めにミックスしてライヴな音にしている。広がりが出てるよね。音的なところで『PARK』っぽさがあるかもしれない」と述べている[15]。
7. 「ANOTHER PLUG」
本曲はKYONOによれば「RUST OFF SYSTEM」に通ずる「ひとことだからこそ、言いたいことが伝わる」楽曲であると述べている[15]。CRA￥は自身が制作した「RUST OFF SYSTEM」に通ずる楽曲であると認めた上で、最初に聴いた時は笑える印象を受けたと述べている[15]。MOTOKATSUは初めて聴いた際に爆笑したと述べており、「最初はギャグで持ってきたのかと思った」と述べたもののリハーサルを通じて気に入った楽曲になったと述べた上で「ほぼ原曲のままタイコは叩いている。変えようがなかったよ」と述べている[15]。
8. 「消毒 S・H・O・D・O・K・U」 - S.H.O.D.O.K.U.
本曲はKYONOによれば本作収録曲の中で唯一の速いテンポの楽曲であり、「そういう意味では、すごい自然体かもしれない」と述べている[15]。ISHIG∀KIは本作収録曲の中で最も困難な楽曲であったと打ち明け、「リズムに気持ちがうまく乗りきれなかったというか。けっこう苦労した」と述べている[15]。CAR￥によれば1970年代後半頃の日本のパンク・ロックやニュー・ウェイヴからの影響が強く出た楽曲であり、「曲自体、すごくやりたい感じのものだった」と述べている[15]。MOTOKATSUはイントロから途中でテンポが速くなる所やサビにおいて3拍子になるなど展開が特徴的であると指摘、また原曲はまったく雰囲気が異なる楽曲でありアレンジしていく内に完成版のリズムになったと述べている[15]。
9. 「A・S・M・I・A・S・B」
当初はISHIG∀KIが作詞および作曲を行った楽曲であったが、アレンジを行う内にKYONOが自身の理解で歌詞を書き直し、CRA￥が曲のアレンジを考案している[15]。ISHIG∀KIによれば歌詞について表現したい内容は変わっていないものの、日本語の部分においてKYONOらしい表現に置き換えられたと述べている[15]。CRA￥によれば原曲のアレンジを変更したものの『PARK』制作時のような共作とは異なる方法であり、「ISHIGAKIの持っている雰囲気とかリズムの感じが、すごくよく出ている。今回のアルバムでISHIGAKIの曲は1曲だけど、すごく存在感がある」と述べている[15]。MOTOKATSUは本曲のレコーディングは困難であったと打ち明け、「レコーディングに入ってアレンジが決まったから、それを覚えるのがたいへんだった。録りながら決めていった感じがあったからさ」と述べた他、原曲とは全く異なる雰囲気になっていると述べている[16]。
10. 「PGM ON」
本曲についてKYONOは「すごく単純明快な曲」と述べ、ISHIG∀KIは「RUST OFF SYSTEM」や「ANOTHER PLUG」とは異なる遊び感覚でギターを弾いたと述べている[17]。CRA￥は「これは勢いとシンプルさ。それだけで出来ちゃったりするんだけど、そのシンプルさが、いさぎよくていいなって」と述べている[17]。MOTOKATSUは「1枚に遊び感覚あふれる曲がいろいろあるのも楽しいよ」と述べている[17]。
11. 「DON'T SUSS ME OUT」
本曲は当初から英語で制作された楽曲であり、KYONOは「日本語は合わない曲だっていうのが、最初からあったんだ。それで、最後の1行が出てきたときに、またさらにふくらんでいった」と述べている[17]。ISHIG∀KIは「これもラフに、アバウトな感じで弾いた。ノリ一発」と述べ、CRA￥は「ずっとオレらのなかにある路線も出ている。KYONOらしさも出ているしさ。いままでの感じのある曲」と述べている[17]。MOTOKATSUによれば本曲の最終アレンジは困難を極め、アレンジの決定に苦労したことを打ち明けた他、「タイコは自然体でやっていっただけ。ホント、タイコは全部、シンプルでストレートだよ」と述べている[17]。
12. 「DESTRUCTION AT THE DOOR」
本曲はKYONOによれば当初の段階からアレンジを加えていくことで歌いやすくなった楽曲であり、「録るときは、声にこだわったよ。歌い方ひとつで、すごくカッコ悪くなっちゃうから」と述べている[17]。ISHIG∀KIは「これは細かいところまで決め込まず、アレンジしていたときのノリを大切にしてた」と述べている[17]。CRA￥は「この曲は、複雑だし、混沌とした感じをフレーズ的に出したいなって思って。それがこの曲のテーマ。イメージとして、そういうものが存在しているから、それを前提にしてどう広げていくかっていうことが、自分のなかにあった」と述べている[17]。MOTOKATSUによれば本曲はトリガーを多用した楽曲であり、原曲を聴いた時点ではしっくり来なかったもののリハーサルによって印象が変化し、「ドラムのアイディアもいろいろ出てきたけど、あまりこねくり回さないようにやったね」と述べている[17]。
13. 「O・U・T」
CRA￥から「OUT THE MUZZLE」というフレーズを提示されたKYONOがそこから得たインスピレーションから作詞を行った楽曲であり、それまでとは異なる形の共作であったと述べた他、「アルバムの最後らしい曲だし、これでまとまりがつくと思う」と述べている[17]。ISHIG∀KIは「この曲もノリノリで。間奏でも3ピースのカラミがおもしろいと思う。これはみんなでジャムしながら作っていった。ベースも弾きまくっているからギターも弾きまくって。その絶妙なバランスがウマく出てると思う」と述べている[17]。CRA￥は「POSSESS IN LOOP」「CRACK」「神歌」と同様に本作を象徴する楽曲であると言及、「歌詞はオレにあったテーマをKYONOに渡して、作ったっていう感じ。ヘヴィなグルーヴをやりたいと思ってたからね」と述べている[17]。MOTOKATSUは「途中の間奏はリハーサルでジャムしながら作っていって、それが入ったことでよくなった。そのアレンジが出来て、“ライヴでやったら、ぜったいカッコよくなる”って確信を持てたね。これからのオレのドラム・アレンジに関する姿勢が見えてきた曲でもある」と述べている[17]。

## リリース、プロモーション、チャート成績
本作は1996年1月24日にビクターエンタテインメントのInvitationレーベルからCDにてリリースされ、初回限定盤はデジパック仕様でステッカーが封入されていた。またLPレコードも同時リリースされているが、6曲のみの収録となっている。本作からは1995年12月16日に先行シングルとして「神歌」がシングルカットされた他、1996年3月23日にテレビ朝日系バラエティ番組『Q99II』（1997年）のオープニングテーマとして使用された「WALK! (JAPAN MIX)」がリカットされたが、シングル・バージョンは日本語詞になっている。本作のアートワークは前作に続きサカグチケンが担当しており、CDブックレットにはメンバーの幼少期の写真が使用されている他、歌詞は全て手書き文字で書かれている。
本作収録曲の内、「POSSESS IN LOOP」「CRACK」「神KAMI-UTA歌」「WALK!-JAPAN MIX-」「消毒 S・H・O・D・O・K・U」の5曲のミュージック・ビデオが制作されており、同年8月7日にリリースされたミュージック・ビデオ集『4PLUGS -VIDEO-』に収録され、同ビデオには「O・U・T」のライブ映像も収録された。同時期にTHE MAD CAPSULE MARKET'Sはフジテレビ系音楽トーク番組『TK MUSIC CLAMP』（1995年 - 1998年）に出演し近田春夫からのインタビューを受けており、テレビ番組初出演となった。
本作はオリコンアルバムチャートにおいて最高位第10位の登場週数5回で売り上げ枚数は6.6万枚となり、バンドとして初のチャート順位トップ10入りを果たした。本作の売り上げ枚数はTHE MAD CAPSULE MARKETSのアルバム売上ランキングにおいて第4位となっている。本作を受けたコンサートツアーは「TOUR 1996」と題し、同年3月19日の熊谷ヴォーグ公演を皮切りに、同年4月30日の赤坂ブリッツ公演まで12都市全13公演が実施された。

## 批評
| 専門評論家によるレビュー | 専門評論家によるレビュー |
| レビュー・スコア         | レビュー・スコア         |
| 出典                     | 評価                     |
| ------------------------ | ------------------------ |
| CDジャーナル             | 肯定的                   |
| ローチケHMV              | 肯定的                   |
| OKMusic                  | 肯定的                   |

音楽情報サイト『CDジャーナル』では、本作について「日本でもトップ・レベルに君臨するライヴ・バンドによるワールド・デビュー第1弾アルバム」であると紹介した上で、「そのバンド、凶暴につき爆音で聴くべし。スピード、ビート、エネルギー、どれを取ってもメーター振り切って暴れまくる超豪快サウンドがアナタを犯すでしょう」と肯定的に評価した。音楽情報サイト『ローチケHMV』では、「疾走感、音圧感、ビート感のどれもがかつて体感したことのない次元まで到達している豪快っぷり。とにかく一度聴いたら簡単には禁欲できなくなる心地良さ」と絶賛、「「神歌」はタイトル通り、まさに神がかった名作。体ごと鼓膜になって聴いて下さい！」と総括した。音楽情報サイト『OKMusic』において音楽ライターの荒金良介は、3曲目「神歌」について「ライヴでモッシュ＆ジャンプの光景を透けて見える躍動感満載の名曲」、6曲目「ノーマルライフ」について「冷たいデジタル音と哀愁ダダ漏れのメロディーが絡み、一気にスパークする「ノーマルライフ」のロマン漂うドラマ性も白眉」と絶賛し、「荒々しいシャウトと瞬発力のあるラップを巧みに表現し、演奏は生音とデジタルを共存させたラウド／ミクスチャー音で楽曲クオリティーも申し分のない仕上がりだ。ギラギラした衝動、バネのように跳ねるリズム、地を這う激重グルーブ、そこに練り込まれたキャッチーなメロディセンスは群を抜いたオリジナリティーを放っている」と総括した。

## 収録曲

### CD
- CDブックレットに記載されたクレジットを参照[21]。

| #         | タイトル                                     | 作詞                             | 作曲                        | 編曲                     | 時間  |
| --------- | -------------------------------------------- | -------------------------------- | --------------------------- | ------------------------ | ----- |
| 1.        | 「POSSESS IN LOOP」                          | TAKESHI "￥" UEDA                | TAKESHI "￥" UEDA           | THE MAD CAPSULE MARKET'S | 3:58  |
| 2.        | 「CRACK」                                    | TAKESHI "￥" UEDA                | TAKESHI "￥" UEDA           | THE MAD CAPSULE MARKET'S | 3:09  |
| 3.        | 「神KAMI-UTA歌」(KAMI-UTA)                   | TAKESHI "￥" UEDA                | TAKESHI "￥" UEDA           | THE MAD CAPSULE MARKET'S | 3:20  |
| 4.        | 「RUST OFF SYSTEM」                          | TAKESHI "￥" UEDA                | TAKESHI "￥" UEDA           | THE MAD CAPSULE MARKET'S | 1:30  |
| 5.        | 「WALK!」                                    | TAKESHI "￥" UEDA、GEORGE COCKLE | TAKESHI "￥" UEDA           | THE MAD CAPSULE MARKET'S | 3:26  |
| 6.        | 「ノーマルライフ」(NORMAL LIFE)              | TAKESHI "￥" UEDA                | TAKESHI "￥" UEDA           | THE MAD CAPSULE MARKET'S | 4:22  |
| 7.        | 「ANOTHER PLUG」                             | KYONO                            | KYONO                       | THE MAD CAPSULE MARKET'S | 1:02  |
| 8.        | 「消毒 S・H・O・D・O・K・U」(S.H.O.D.O.K.U.) | TAKESHI "￥" UEDA                | TAKESHI "￥" UEDA           | THE MAD CAPSULE MARKET'S | 2:49  |
| 9.        | 「A・S・M・I・A・S・B」                      | ISHIG∀KI、KYONO                  | ISHIG∀KI、TAKESHI "￥" UEDA | THE MAD CAPSULE MARKET'S | 3:02  |
| 10.       | 「PGM ON」                                   | TAKESHI "￥" UEDA                | TAKESHI "￥" UEDA           | THE MAD CAPSULE MARKET'S | 1:36  |
| 11.       | 「DON'T SUSS ME OUT」                        | KYONO、GEORGE COCKLE             | KYONO                       | THE MAD CAPSULE MARKET'S | 2:54  |
| 12.       | 「DESTRUCTION AT THE DOOR」                  | TAKESHI "￥" UEDA                | TAKESHI "￥" UEDA           | THE MAD CAPSULE MARKET'S | 3:11  |
| 13.       | 「O・U・T」                                  | KYONO、TAKESHI "￥" UEDA         | TAKESHI "￥" UEDA           | THE MAD CAPSULE MARKET'S | 3:57  |
| 合計時間: | 合計時間:                                    | 合計時間:                        | 合計時間:                   | 合計時間:                | 38:16 |

### 4 PLUGS〜6 TRACKS〜 (LP)
| #  | タイトル                   | 作詞              | 作曲              | 編曲                     | 時間 |
| -- | -------------------------- | ----------------- | ----------------- | ------------------------ | ---- |
| 1. | 「POSSESS IN LOOP」        | TAKESHI "￥" UEDA | TAKESHI "￥" UEDA | THE MAD CAPSULE MARKET'S | 3:58 |
| 2. | 「CRACK」                  | TAKESHI "￥" UEDA | TAKESHI "￥" UEDA | THE MAD CAPSULE MARKET'S | 3:09 |
| 3. | 「神KAMI-UTA歌」(KAMI-UTA) | TAKESHI "￥" UEDA | TAKESHI "￥" UEDA | THE MAD CAPSULE MARKET'S | 3:20 |

| #  | タイトル                                     | 作詞                             | 作曲              | 編曲                     | 時間 |
| -- | -------------------------------------------- | -------------------------------- | ----------------- | ------------------------ | ---- |
| 1. | 「WALK!」                                    | TAKESHI "￥" UEDA、GEORGE COCKLE | TAKESHI "￥" UEDA | THE MAD CAPSULE MARKET'S | 3:26 |
| 2. | 「消毒 S・H・O・D・O・K・U」(S.H.O.D.O.K.U.) | TAKESHI "￥" UEDA                | TAKESHI "￥" UEDA | THE MAD CAPSULE MARKET'S | 2:49 |
| 3. | 「O・U・T」                                  | KYONO、TAKESHI "￥" UEDA         | TAKESHI "￥" UEDA | THE MAD CAPSULE MARKET'S | 3:57 |

## スタッフ・クレジット
- CDブックレットに記載されたクレジットを参照[22]。

### THE MAD CAPSULE MARKET'S
- KYONO – ボーカル
- ISHIG∀KI（英語版） – ギター
- TAKESHI "￥" UEDA – ベース、バッキング・ボーカル
- MOTOKATSU – ドラムス

### 参加ミュージシャン
- YUKIHIRO – プログラミング
- 藤田タカシ (DOOM) – バッキング・ボーカル
- C.Jay – スクリーミング

### 録音スタッフ
- THE MAD CAPSULE MARKET'S – プロデュース
- ギャリー・スタウト – ミキシング・エンジニア (THE PLANET RECORDING STUDIO)
- KONIYANG – レコーディング・エンジニア（サウンドスカイスタジオ）
- トム・リューケンス – アシスタント・エンジニア (THE PLANET RECORDING STUDIO)
- 谷川博 – アシスタント・エンジニア（サウンドスカイスタジオ）
- 村上正信 – アシスタント・エンジニア（ビクタースタジオ）
- 山崎和重 – マスタリング・エンジニア（ビクタースタジオ）

### 制作スタッフ
- ジョージ・カックル (SHOW ON) – 翻訳、コーディネート
- HIRO – ドラムス・サウンド・コーディネーター
- 大町あきら – ベース&ギター・サウンド・コーディネーター
- 八島順一 – インストゥルメント・テク
- マーク・キャス (SHOW ON) – コーディネート
- 木宮保雄（ユイ音楽工房） – A&R
- 関口明（ビクターエンターテインメント） – A&R
- 田中義則（ユイ音楽工房） – アーティスト・プロモーション
- 岩渕稔（ビクターエンタテインメント） – アーティスト・プロモーション
- 斎須敏治（ユイ音楽工房） – マネージメント
- 曽根功（ユイ音楽工房） – マネージメント
- 後藤由多加（ユイ音楽工房） – エグゼクティブ・プロデューサー
- 村木敬史（ビクターエンターテインメント） – エグゼクティブ・プロデューサー

### 美術スタッフ
- サカグチケンファクトリー – アートワーク
- 丸山竜郎（株式会社シグマ） – コンピュータグラフィックス
- 富岡克文（ビクターエンターテインメント） – アート・コーディネーション

### その他スタッフ
- DOOM – スペシャル・サンクス
- 大久保一清（ビクター音楽出版） – スペシャル・サンクス
- フェンダー・ジャパン – スペシャル・サンクス
- モリダイラ楽器 – スペシャル・サンクス
- LUDWIG・野中貿易 – スペシャル・サンクス
- エレクトロ・ハーモニクス – スペシャル・サンクス
- L・マット・ジャーヴィス – スペシャル・サンクス
- おおもりしゅうじ（水野コーポレーション） – スペシャル・サンクス

## チャート
| チャート         | 最高順位 | 登場週数 | 売上数  | 出典  |
| ---------------- | -------- | -------- | ------- | ----- |
| 日本（オリコン） | 10位     | 5回      | 6.6万枚 | [ 3 ] |

## リリース日一覧
| No. | リリース日    | レーベル             | 規格   | カタログ番号 | 備考                    | 出典          |
| --- | ------------- | -------------------- | ------ | ------------ | ----------------------- | ------------- |
| 1   | 1996年1月24日 | ビクター／Invitation | CD     | VICL-737     |                         | [ 19 ] [ 23 ] |
| 2   | 1996年1月24日 | ビクター／Invitation | LP     | VIJL-18106   | 生産限定品、6曲のみ収録 | [ 24 ]        |
| 3   | 2013年1月15日 | ビクター／Invitation | AAC-LC | -            | デジタル・ダウンロード  | [ 25 ]        |